# بهاس

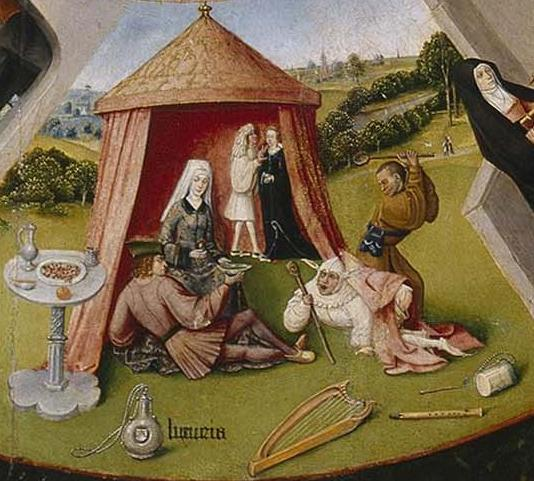
نقاشی اثر بهاس

بهاس یک نمایشنامه نویس برجسته سانسکریت است. در مورد دوران تصدی وی اختلاف نظر وجود دارد.    با این حال، قبل از Kalidas است. کالیداس در مقدمه کتاب خود کوی گاگانمیترا از چند نمایشنامه نویس نام برده است. اولین نام در میان آنها بهاس است.  نمایشنامه ای از باس نیز در اثر راماچاندرا ناتیاورتان ذکر شده است. نام باس در میان نمایشنامه نویسان سانسکریت برجسته است. او نویسنده چندین نمایشنامه است. برای مدتی نام بهاس فقط در ذکر این دوره یافت می شد. هیچ نمایشی در دسترس نبود. T در قرن بیستم پس از میلاد. گاناپاتی شاستری برخی از دست نوشته های خود را که سیزده عدد است، کشف کرد. گاناپاتی سعی کرده است در پرتو تحقیقات انجام شده ثابت کند که نویسنده آن باسا است. 